# فرانچسکو پوستیلیون
فرانچسکو پوستیلیون (انگلیسی: Francesco Postiglione؛ زادهٔ ۲۹ آوریل ۱۹۷۲) بازیکن واترپلو، و شناگر اهل ایتالیا است.